# Šibenik
Šibenik (uttal: [ʃîbeniːk], italienska: Sebenico, tyska: Sibenning) är en stad i Kroatien. Staden har 46 332 invånare (2011) varav 34 302 invånare bor i tätorten. Šibenik är huvudort och det politiska, ekonomiska och kulturella centret i Šibenik-Knins län.
Staden är belägen i den mellersta delen av landskapet Dalmatien, vid en naturligt skyddad vik vid floden Krkas mynning i Adriatiska havet. Sett till folkmängden är Šibenik Dalmatiens tredje största ort och Kroatiens tolfte största stad. Šibenik är främst en turistort och industristad med skeppsvarv och metallindustrier. 

## Historia

### Förhistoria
Under folkvandringstiden på 600-talet bosatte sig slaver i vad som idag är Kroatien. Arkeologiska fynd tyder på att de först slog sig ned i de redan etablerade antika städernas periferi och att de antika städerna genom interaktion med nybyggarna sedermera antog en allt mer slavisk prägel.  
Staden Šibeniks historia särskiljer sig dock i den mening att den till skillnad från många andra städer längs med Kroatiens adriatiska kust inte tros ha sitt ursprung i illyriska, romerska eller grekiska bosättningar. Arkeologiska förhistoriska fynd som bekräftar mänsklig närvaro har visserligen påträffats vid bland annat Sankt Annas stadskyrkogård och Sankt Mikaels fästning. Fynden bekräftar dock inte att Šibenik är framvuxen ur en äldre bosättning eller att staden har kontinuitet från antiken. Šibenik framhålls därför som en av få orter och den största kroatiska kuststaden som grundlagts av kroater. Stadens förhållandevis nyare historia (från 800-talet och framåt) innebär bland annat avsaknad av romerska byggnadsverk eller minnesmärken av den typ som finns bevarande i till exempel städerna Split eller Pula som båda har en äldre historia.    

### Medeltiden
Šibeniks tidiga historia är okänd men staden antas av vuxit fram under Domagojs regeringstid på 800-talet. Staden etablerades som en kroatisk bosättning som växte fram kring Sankt Mikaels fästning som är belägen på en 70 meter hög höjd. Till en början uppfördes byggnader i vad som idag är stadsdelen Dolac och senare även i området öster om kastellet. På 1100-talet uppfördes Sankt Chrysogonus kyrka i området öster om fästningen och den medeltida stadskärnan utvecklades sedan kring denna. På 1000-talet hade bosättningen vuxit i betydelse vilket bekräftas av att de inhemska kroatiska kungarna periodvis residerade i staden. Šibenik var därmed en av de viktigare städerna i det medeltida kroatiska kungariket. 
Staden omnämns för första gången som Castrum Sebinici i ett privilegiebrev utfärdat av kung Petar Krešimir IV den 26 december 1066. Šibenik kallas av denna anledning ibland för "Krešimirs stad" (Krešimirov grad). Vid tiden då kung Petar Krešimir IV utfärdade privilegiebrevet var Šibeniks politiska och ekonomiska betydelse på uppgång och kungen tros ha velat skapa en motvikt mot de av romersk rätt, tradition och kultur präglade dalmatiska stadsstaterna. Under hans styre bemäktigades de dalmatiska stadsstaterna som därefter integrerades i Kungariket Kroatien. Det medeltida kroatiska riket stod på höjden av sin makt. 

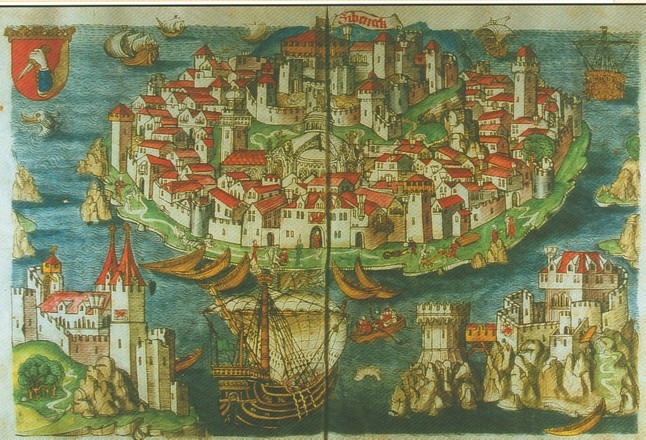
Målning av Konrad von Grünberger föreställande Šibenik år 1486.

År 1097 omkom Petar Svačić, den siste av de inhemska kroatiska kungarna, i slaget med ungrarna vid Petrova Gora (Petersberget). Trots adelns motstånd tvingades det medeltida Kroatien år 1102 att ingå personalunion med Ungern (Pacta conventa). År 1105 erkände staden Šibenik den ungerske kung Kolomans överhöghet. Därefter inleddes en turbulent period i Šibeniks historia där Kungariket Ungern (i personalunion med Kroatien), Bysantinska riket och den allt mer inflytelserika Republiken Venedig stred om styret över staden. Åren 1116–1124 löd staden under Venedig. Den intogs därefter kortvarigt av Bysans innan Ungern år 1133 återtog styret. Kontrollen över Šibenik växlade därefter mellan redan nämnda stadsbildningar fram till år 1180.
I juridisk mening var Šibenik under 1100-talet en befäst bosättning (castrum, oppidum) och inte en stad (civitas). Som stad skulle bosättningen genom stadsprivilegier ha en gynnsammare utveckling och vara likställd med andra dalmatiska städer. Det lokala styret strävade därför efter att erhålla stadsstatus vilket förverkligades år 1167 då bosättningen tilldelades stadsstatus av den ungersk-kroatiske kungen Stefan III.
Från början av 1200-talet erkände Šibenik de inhemska knezerna (furstarna) Domald och sedan grevarna av Bribir som de lokala härskarna i staden. År 1298 utsågs Šibenik till biskopssäte. Även om Šibenik tidigare erhållit stadsstatus och utsetts till biskopssäte stagnerade dess ekonomi och utveckling till följd av höga skatter och tullar. Situationen ledde till ett lokalt uppror mot ätten Bribirski. Med hjälp av Republiken Venedig avbröts ättens lokala dominans år 1322. Republiken Venedigs inblandning i den lokala politiken innebar att staden förlorade sin relativa autonomi och rätten till att själv utse stadens lokala representant. Hädanefter utsåg venetianarna en rektor att styra Šibenik. Det venetianska styret blev dock kortvarigt. I samband med freden i Zadar år 1358 tvingades Venedig avstå sina besittningar i Dalmatien till det ungersk-kroatiska kungariket. 
År 1390 erkände Šibenik liksom övriga dalmatiska städer förutom Zadar den bosniske kung Tvrtko I:s överhöghet. I början av 1400-talet löd staden under den kroatiske banen Hrvoje Vukčić Hrvatinić och senare under Vladislav – kungen av Neapel.             

### Venetianskt, franskt och österrikiskt styre

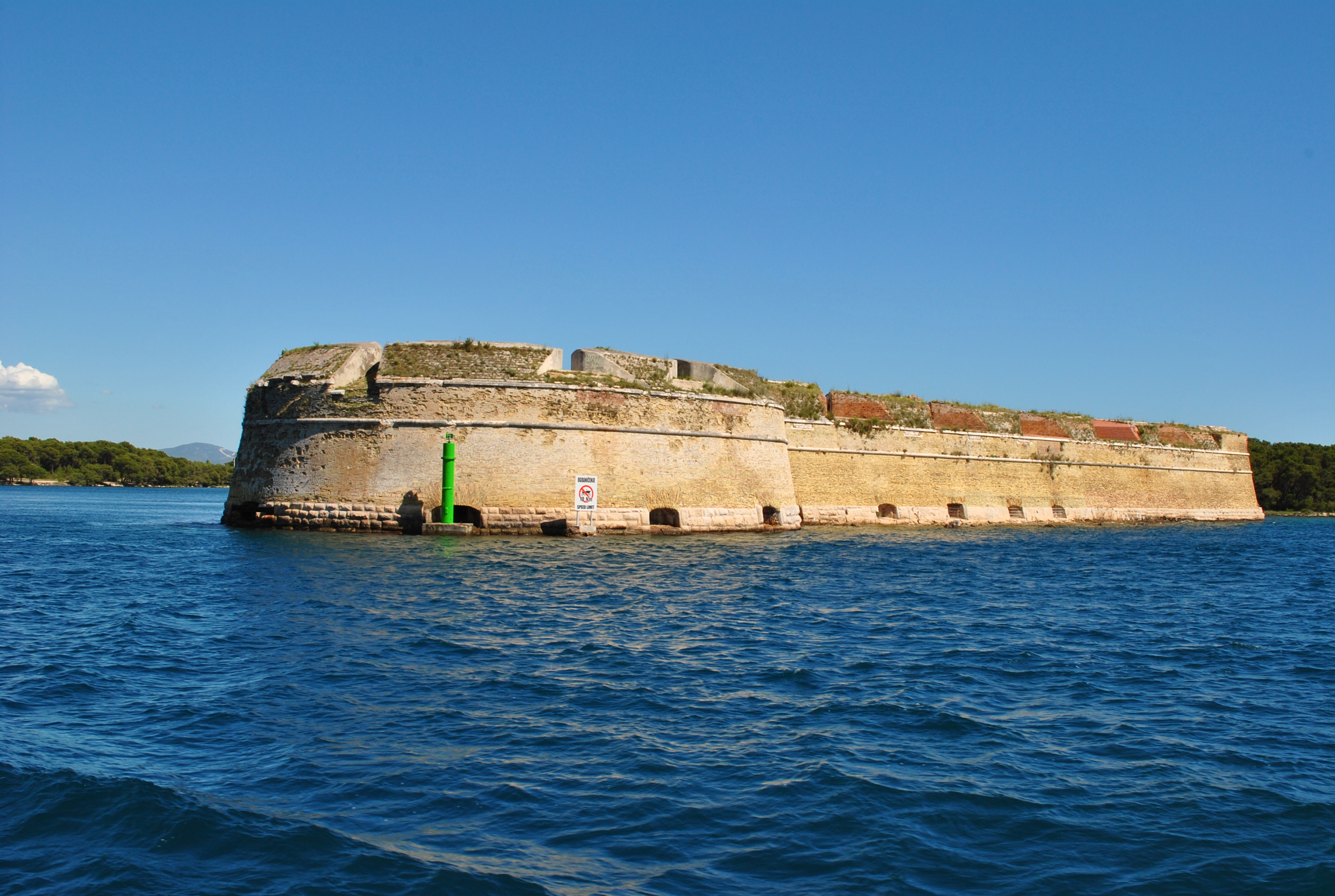
Den världsarvslistade Sankt Nikolaus-fästningen i Šibeniks hamninlopp uppfördes åren 1540–1547 av de venetianska myndigheterna.

År 1409 köpte Republiken Venedig rättigheterna till Dalmatien från en tronpretendent till den ungerska kronan. Šibenik motsatte sig venetianskt styre men betvingades år 1412 efter en 38 månader lång belägring som slutligen gav Venedig makten över staden. Republiken Venedig hade periodvis styrt staden tidigare men från 1400-talet inleddes en längre period av kontinuerligt venetianskt styre som varade till år 1797. Den venetianska regimen lämnade bestående avtryck på staden, inte minst i fråga om stadsbild och arkitektonisk utformning. Liksom många andra städer präglades Šibenik av den italienska renässansen och flera av stadens kulturmärkta byggnadsverk tillkom under den venetianska perioden, däribland den världsarvslistade Sankt Jakobs katedral som anses vara ett av renässansen bästa exempel i Kroatien.     
Efter en längre period av ekonomisk tillväxt stagnerade den lokala ekonomin under 1400-talets andra hälft till följd av det osmanska hotet. De muslimska osmanerna kontrollerade sedan tidigare stora delar av sydöstra Europa och Balkanhalvön (däribland dagens Bosnien och Hercegovina) men lyckades aldrig inta Šibenik. Rivaliteten mellan venetianarna och osmanerna ledde till en serie av krig mellan de två kombattanterna. År 1522 lyckades osmanerna inta det dalmatiska inlandet och de då venetianska städerna Knin och Skradin vilket ledde till avfolkning i området. För att skydda Šibenik upprättades en försvarslinje bestående av flera befästningsverk. Åren 1540–1547 uppfördes den världsarvslistade Sankt Nikolaus fästning för att skydda stadens hamninlopp. År 1646 uppfördes Baronefästningen och Sankt Johannes fästning som bidrog till att häva den osmanska belägringen av Šibenik år 1647. Under det kretensiska kriget (1645–1669) utgjorde gränsområdena mellan Venedig och Omanska riket i Dalmatien en krigsskådeplats vilket ledde till att morlaker från det dalmatiska inlandet tog sin tillflykt till Šibenik. Sedan det osmanska hotet från år 1699 definitivt upphört inleddes en period av ekonomisk tillväxt som dock avlöpte långsamt. Den lokala allmogens missnöje med den venetianske rektorn Cavalli (1739) ledde till spänningar mellan den lokala allmogen och adeln. Den sociala oron nådde kulmen i de uppror som utbröt åren 1736–1740.

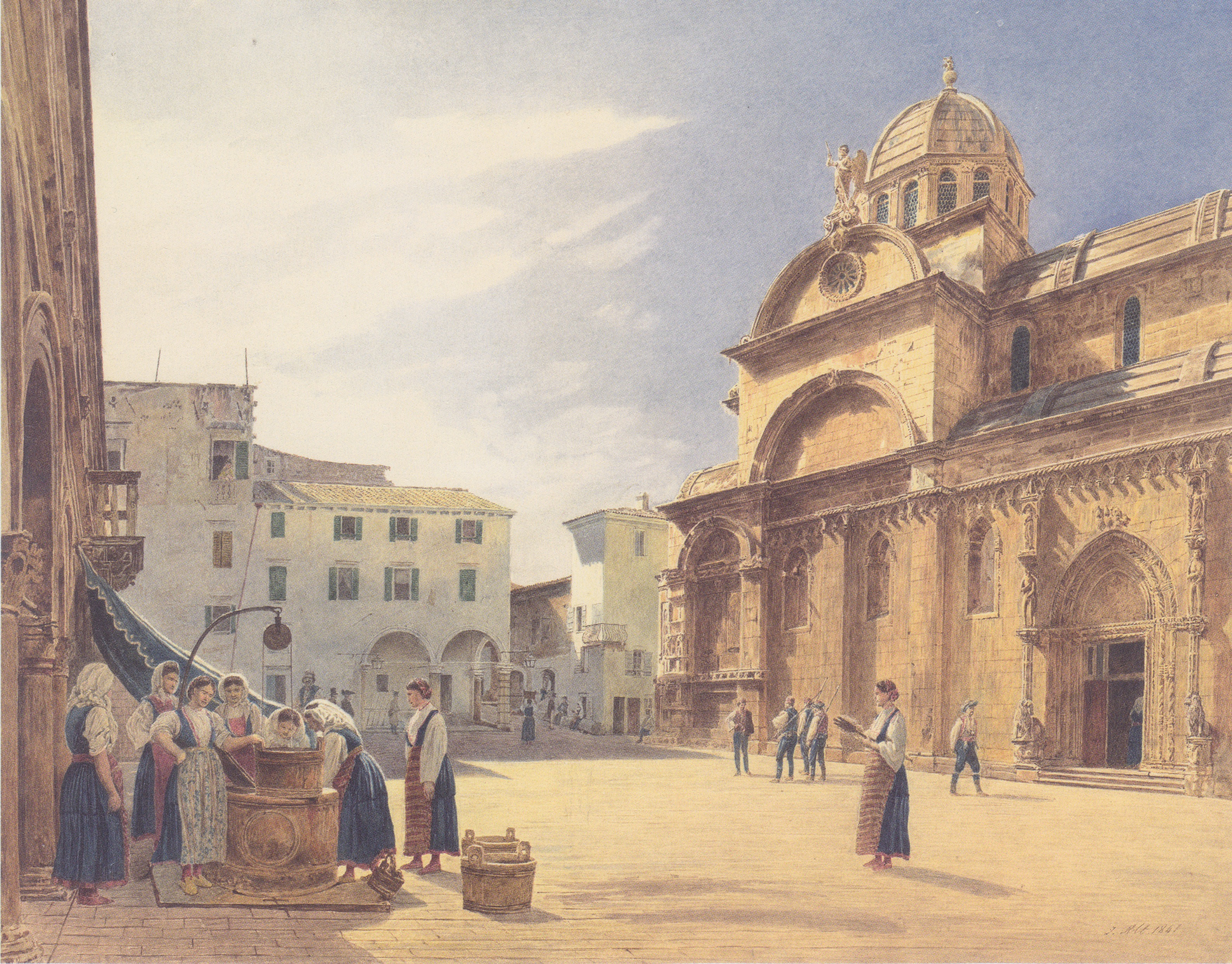
Akvarell av konstnären Jakob Alt föreställande det då österrikiska Šibenik år 1841.

År 1797 intogs Venedig av Napoleon I:s franska styrkor och republiken upplöstes. Som ett resultat av fredsavtalet i Campo Formio samma år mellan Frankrike och Habsburgska riket inlemmades Dalmatien och Šibenik i det av österrikarna dominerade Habsburgska riket. Det habsburgska styret varade åren 1797–1805. Nya väpnande konflikter mellan Frankrike och Habsburgska riket (från år 1804 känt som Kejsardömet Österrike) ledde till att österrikarna förlorade sina besittningar i Dalmatien, inklusive Šibenik. Som ett resultat av freden i Pressburg år 1805 övertog fransmännen kontrollen över staden. Det franska styret varade under åtta år (1805–1813). År 1813 återtog Österrike Dalmatien och det österrikiska överhögheten över området bekräftades i Wienkongressen år 1815. Det österrikiska styret varade därefter till första världskrigets slut och Österrike-Ungerns upplösning år 1918. Under den österrikiska regimen ingick Šibenik i provinsen Dalmatien.
Liksom i många andra kroatiska kuststäder inom Kejsardömet Österrike styrdes Šibenik av en italiensktalande elit. Den lokalpolitiska scenen dominerades av konflikten mellan Folkpartiet som bland annat ville införa kroatiska som administrativt språk i den dalmatiska provinsen och Autonomisternas parti vars medlemmar företrädesvis kom från den italienskspråkiga minoriteten. År 1872 valdes ingenjören och uppfinnaren Ante Šupuk till Šibeniks första kroatiska borgmästare. Under hans mandatperiod moderniserades Šibenik. Šupuk är i synnerhet ihågkommen för projektet som hade till syfte att förse staden med gatljus. Idén förverkligades den 28 augusti 1895 då Šibenik blev en av världens första städer med växelströmsdriva gatljus.

### Mellankrigstiden och andra världskriget
Efter första världskrigets slut och Österrike-Ungerns upplösning år 1918 uppstod en territoriell dispyt mellan Kungariket Italien och den nyskapade sydslaviska staten Serbernas, kroaternas och slovenernas kungarike (från år 1929 kallat Jugoslavien). Dispyten handlade om rätten till de forna österrikiska besittningarna och områdena längs med östra Adriatiska havet. Italien gjorde anspråk på bland annat Istrien och städerna Rijeka, Zadar och Šibenik. Den 6 november 1918 landsteg italienska styrkor i Šibeniks hamn. Staden lydde därefter under Italien men överlämnades den 12 juni 1921 (som en konsekvens av Rapallofördraget från år 1920) till Serbernas, kroaternas och slovenernas kungarike. Under den italienska ockupationen, på juldagen 1918, uppstod en sammandrabbning mellan lokalbefolkningen och den italienska flottans sjömän. Tvisten ledde till att den italienska jagaren Audace lät avfyra närmare 1 000 artillerirundor mot staden.
Den 6 april 1941 attackerades Jugoslavien av axelmakterna Tyskland, Italien och deras allierade Ungern och bara 11 dagar senare, den 17 april, kapitulerade landet. Den 10 april 1941 hade den Oberoende staten Kroatien, en allierad till Nazityskland och axelmakterna, utropat sin självständighet. Under några få dagar kontrollerades Šibenik av den Oberoende staten Kroatien men ockuperades snart av italienska styrkor. När det fascistiska Italien år 1943 kapitulerade övertog Nazityskland tillsammans med den Oberoende staten Kroatien kontrollen över Šibenik. Det nazistiska styret ledde till att de allierade upprepade gånger flygbombade staden åren 1943 och 1944. Attackerna ledde till många döda, både soldater och civila, samt stora materiella skador. I slutet av oktober 1944 började de tyska styrkorna att dra sig tillbaka vilket ledde att den försvagade Oberoende staten Kroatiens styrkor inte längre kunde motstå attackerna från de jugoslaviska partisanerna. Den 3 november 1944 intog partisanerna slutligen staden och det nazistiska styret hävdes.

### Efterkrigstiden och framåt

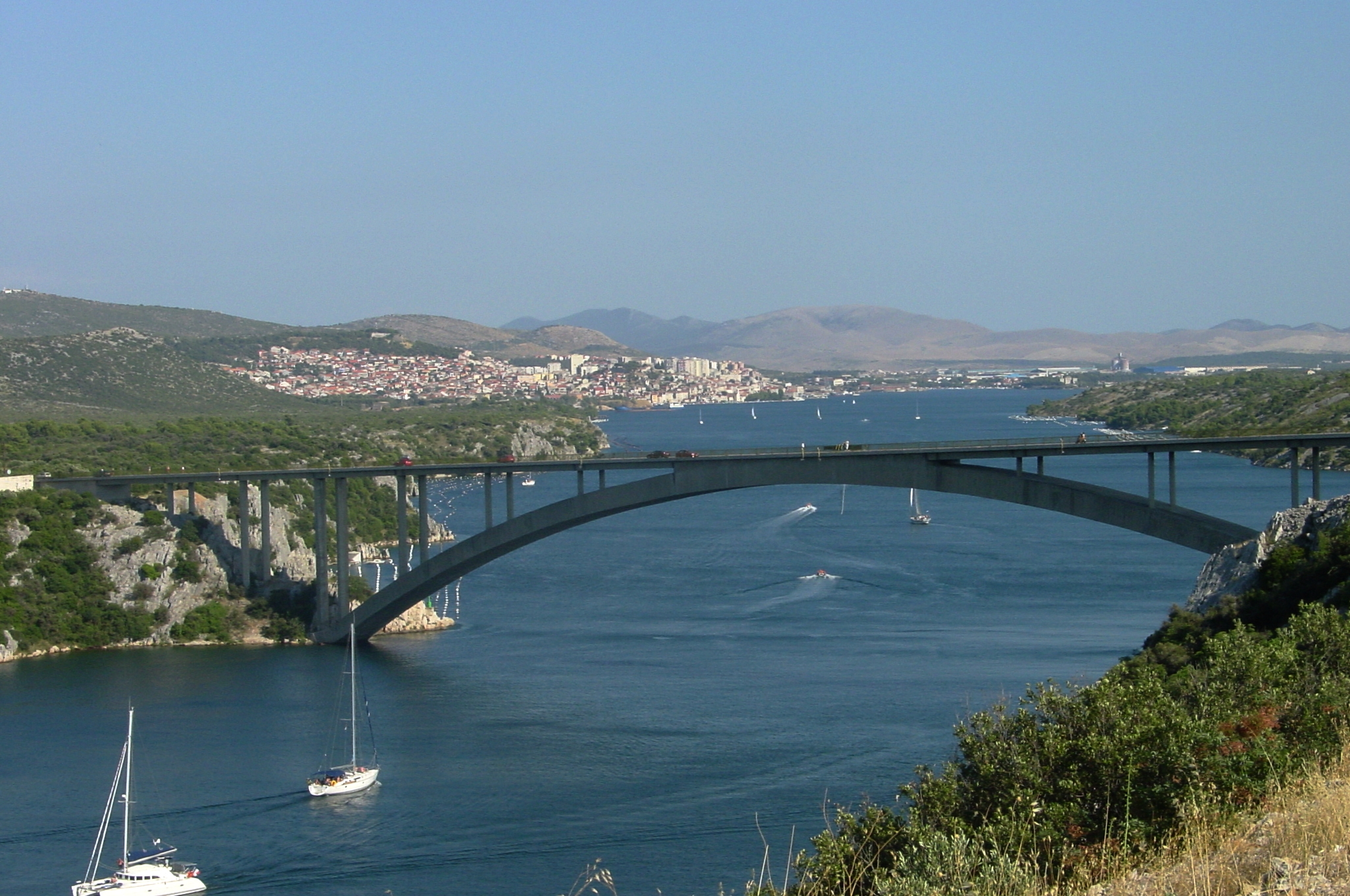
Šibenik-bron år 2014.

Efter andra världskriget ombildades Jugoslavien till en kommunistiskt federal stat. Šibenik ingick därefter i den federala enheten SR Kroatien. På 1960-talet hade Šibenik utvecklats till en viktig industri- och hamnstad. Dess ekonomiska betydelse växte än mer sedan Šibenik-bron år 1964/1965 färdigställts som en viktigt förbindelselänk på Adriamagistralen.
År 1991 förklarade sig Kroatien självständigt från Jugoslavien vilket blev upptakten till kroatiska självständighetskriget (1991–1995). Den jugoslaviska centralregeringen i Belgrad motsatte sig Kroatiens självständighetssträvan. I Kroatien uppstod en väpnad konflikt mellan den kroatiska polisen och lokala serbiska formationer vilket ledde till att den jugoslaviska armén ingrep – formellt för att sära på parterna och få slut på stridigheterna. Allt eftersom utvecklade sig stridigheterna till ett fullskaligt krig och den vid det laget serbdominerade jugoslaviska armén (JNA) tog allt tydligare parti för de serbiska rebellerna i Kroatien. Under sensommaren 1991 attackerade den jugoslaviska armén under ledning av Ratko Mladić och lokala paramilitära serbiska enheter flera orter i Dalmatien. Den 16–22 september 1991 attackerades Šibenik i vad som kom att bli känt som slaget om Šibenik, i folkmun kallat "septemberkriget" (rujanski rat). I attacken skadades bland annat den världsarvslistade Sankt Jakobs-katedralen och stadens teater. De kroatiska försvarsstyrkorna lyckades dock driva tillbaka de serbiska styrkorna. Idag är alla skador efter attacken till fullo återställda.             

## Geografi och klimat
I Šibenik råder medelhavsklimat som karaktäriseras av milda vintrar och varma somrar. Det genomsnittliga antalet soltimmar per dag uppgår till maximalt 16 soltimmar i juni och minimalt 9,5 soltimmar i december. Månaderna juni–september är de varmaste månaderna och den genomsnittliga medeltemperaturen uppgår då till över 20 °C. Under månaderna december–februari ligger den genomsnittliga medeltemperaturen under 10 °C. Snöfall under vintermånaderna är ovanliga men förekommer. Den mest nederbördsrika månaden är november.   
Normala temperaturer och nederbörd i Šibenik:
|                                            | Jan  | Feb  | Mar  | Apr  | Maj  | Jun  | Jul  | Aug  | Sep  | Okt  | Nov   | Dec  |
| ------------------------------------------ | ---- | ---- | ---- | ---- | ---- | ---- | ---- | ---- | ---- | ---- | ----- | ---- |
| Normaldygnets maximitemperaturs medelvärde | 8    | 10   | 13   | 16   | 21   | 25   | 28   | 27   | 23   | 19   | 13    | 10   |
| Normaldygnets minimitemperaturs medelvärde | 5    | 6    | 8    | 11   | 16   | 20   | 22   | 22   | 18   | 14   | 9     | 6    |
|                                            |      |      |      |      |      |      |      |      |      |      |       |      |
| Nederbörd                                  | 74,1 | 60,1 | 62,0 | 62,7 | 49,0 | 53,0 | 29,7 | 44,9 | 75,5 | 82,7 | 112,4 | 95,2 |

| Diagram | temperaturer i °C • månadsnederbörd i mm • Källa: Högsta och lägsta medeltemperaturen: Weatherbase.com, nederbörd: Kroatiska hydrologiska och meteorologiska institutet | temperaturer i °C • månadsnederbörd i mm • Källa: Högsta och lägsta medeltemperaturen: Weatherbase.com, nederbörd: Kroatiska hydrologiska och meteorologiska institutet | temperaturer i °C • månadsnederbörd i mm • Källa: Högsta och lägsta medeltemperaturen: Weatherbase.com, nederbörd: Kroatiska hydrologiska och meteorologiska institutet | temperaturer i °C • månadsnederbörd i mm • Källa: Högsta och lägsta medeltemperaturen: Weatherbase.com, nederbörd: Kroatiska hydrologiska och meteorologiska institutet | temperaturer i °C • månadsnederbörd i mm • Källa: Högsta och lägsta medeltemperaturen: Weatherbase.com, nederbörd: Kroatiska hydrologiska och meteorologiska institutet | temperaturer i °C • månadsnederbörd i mm • Källa: Högsta och lägsta medeltemperaturen: Weatherbase.com, nederbörd: Kroatiska hydrologiska och meteorologiska institutet | temperaturer i °C • månadsnederbörd i mm • Källa: Högsta och lägsta medeltemperaturen: Weatherbase.com, nederbörd: Kroatiska hydrologiska och meteorologiska institutet | temperaturer i °C • månadsnederbörd i mm • Källa: Högsta och lägsta medeltemperaturen: Weatherbase.com, nederbörd: Kroatiska hydrologiska och meteorologiska institutet | temperaturer i °C • månadsnederbörd i mm • Källa: Högsta och lägsta medeltemperaturen: Weatherbase.com, nederbörd: Kroatiska hydrologiska och meteorologiska institutet | temperaturer i °C • månadsnederbörd i mm • Källa: Högsta och lägsta medeltemperaturen: Weatherbase.com, nederbörd: Kroatiska hydrologiska och meteorologiska institutet | temperaturer i °C • månadsnederbörd i mm • Källa: Högsta och lägsta medeltemperaturen: Weatherbase.com, nederbörd: Kroatiska hydrologiska och meteorologiska institutet | temperaturer i °C • månadsnederbörd i mm • Källa: Högsta och lägsta medeltemperaturen: Weatherbase.com, nederbörd: Kroatiska hydrologiska och meteorologiska institutet |
|         | 74 8 5 | 60 10 6 | 62 13 8 | 63 16 11 | 49 21 16 | 53 25 20 | 30 28 22 | 45 27 22 | 76 23 18 | 83 19 14 | 112 13 9 | 95 10 6 |

## Politik och administration

### Politisk ledning
Šibeniks stadsfullmäktige är stadens högsta beslutande organ. Det består av 25 råd som sammanträder i Stadshuset. Råden väljs i allmänna och direkta lokala val. Deras mandatperiod löper över fyra år. Sedan Kroatiens självständighet år 1991 och införandet av flerpartival har det konservativa center–höger-partiet Kroatiska demokratiska unionen (HDZ)  dominerat den lokala politiken. Partiet har regerat med egen majoritet, med hjälp av stödpartier eller ingått i valallianser med center–höger-partier.
| Partier och valallianser i Šibeniks stadsfullmäktige för mandatperioden 2017–2021 | Partier och valallianser i Šibeniks stadsfullmäktige för mandatperioden 2017–2021                                         | Antal mandat |
| --------------------------------------------------------------------------------- | --- | ------------ |
|                                                                                   | Kroatiska demokratiska unionen (HDZ)                                                                                      | 13           |
|                                                                                   | Kroatiens socialdemokratiska parti (SDP), Kroatiska bondepartiet (HSS), Kroatiska folkpartiet – liberaldemokraterna (HNS) | 5            |
|                                                                                   | Stipe Petrinas oberoende lista (NLSP)                                                                                     | 3            |
|                                                                                   | Oberoende listornas bro (MOST)                                                                                            | 2            |
|                                                                                   | Kroatisk tillväxt (HRAST), Kroatiska konservativa partiet (HKS)                                                           | 2            |
| Totalt antal mandat                                                               | Totalt antal mandat | 25           |

### Administrativ indelning
Administrativt består staden Šibenik av 33 bosättningar/samhällen inklusive tätorten Šibenik. Dessa är:   
- Boraja, 249 invånare
- Brnjica, 72 invånare
- Brodarica, 2 137 invånare
- Čvrljevo, 64 invånare
- Danilo, 376 invånare
- Danilo Biranj, 442 invånare
- Danilo Kraljice, 104 invånare
- Donje Polje, 267 invånare
- Dubrava kod Šibenika, 1 185 invånare
- Goriš, 147 invånare
- Gradina, 303 invånare
- Grebaštica, 937 invånare
- Jadrtovac, 171 invånare
- Kaprije, 189 invånare
- Konjevrate, 173 invånare
- Krapanj, 170 invånare
- Lepenica, 68 invånare
- Lozovac, 368 invånare
- Mravnica, 70 invånare
- Perković, 111 invånare
- Podine, 26 invånare
- Ražine, 5 211 invånare
- Radonić, 79 invånare
- Raslina, 567 invånare
- Sitno Donje, 561 invånare
- Slivno, 110 invånare
- Šibenik, 34 302 invånare
- Vrpolje, 776 invånare
- Vrsno, 67 invånare
- Zaton, 978 invånare
- Zlarin, 284 invånare
- Žaborić, 479 invånare
- Žirje, 103 invånare

## Ekonomi och infrastruktur

### Ekonomi
Šibenik är Šibenik-Knin läns ekonomiska centrum. Fram till 1980-talet hade staden en stor och uttalad industrisektor där metallindustrierna TEF och TLM samt hamnverksamheten utgjorde stommen i den lokala ekonomin. I slutet av 1980-talet inleddes en period av ekonomisk tillbakagång och i samband med Kroatiens självständighetsförklaring år 1991 och det påföljande kroatiska självständighetskriget (1991–1995) minskade stadens industriella kapacitet. Sedan det kroatiska självständighetskriget har den lokala ekonomin återhämtat sig. Metallindustrin TEF finns inte längre kvar medan TLM fortfarande är verksamt fast i mindre skala. Satsningar inom turismsektorn har lett till att turismnäringen och den tjänstebaserade näringen har fått en allt viktigare betydelse i den lokala ekonomin. 

### Transport och kommunikationer

#### Busstrafik
Šibeniks stadsbusstrafik trafikeras av det lokala bussbolaget Autotransport. Den centrala busstationen för stadsbussarna och långfärdsbussarna är belägen på adressen Draga 10, drygt 650 meter sydöst om Sankt Jakobs katedral. Långfärdsbussar förbinder Šibenik med både inhemska och utländska städer.        

#### Flygtrafik
Šibenik saknar flygplats. De närmaste internationella flygplatserna är Splits flygplats belägen drygt 59 kilometer sydöst om Šibeniks stadskärna och Zadars flygplats belägen drygt 83 kilometer nordöst om stadens centrum.   

#### Järnvägstrafik

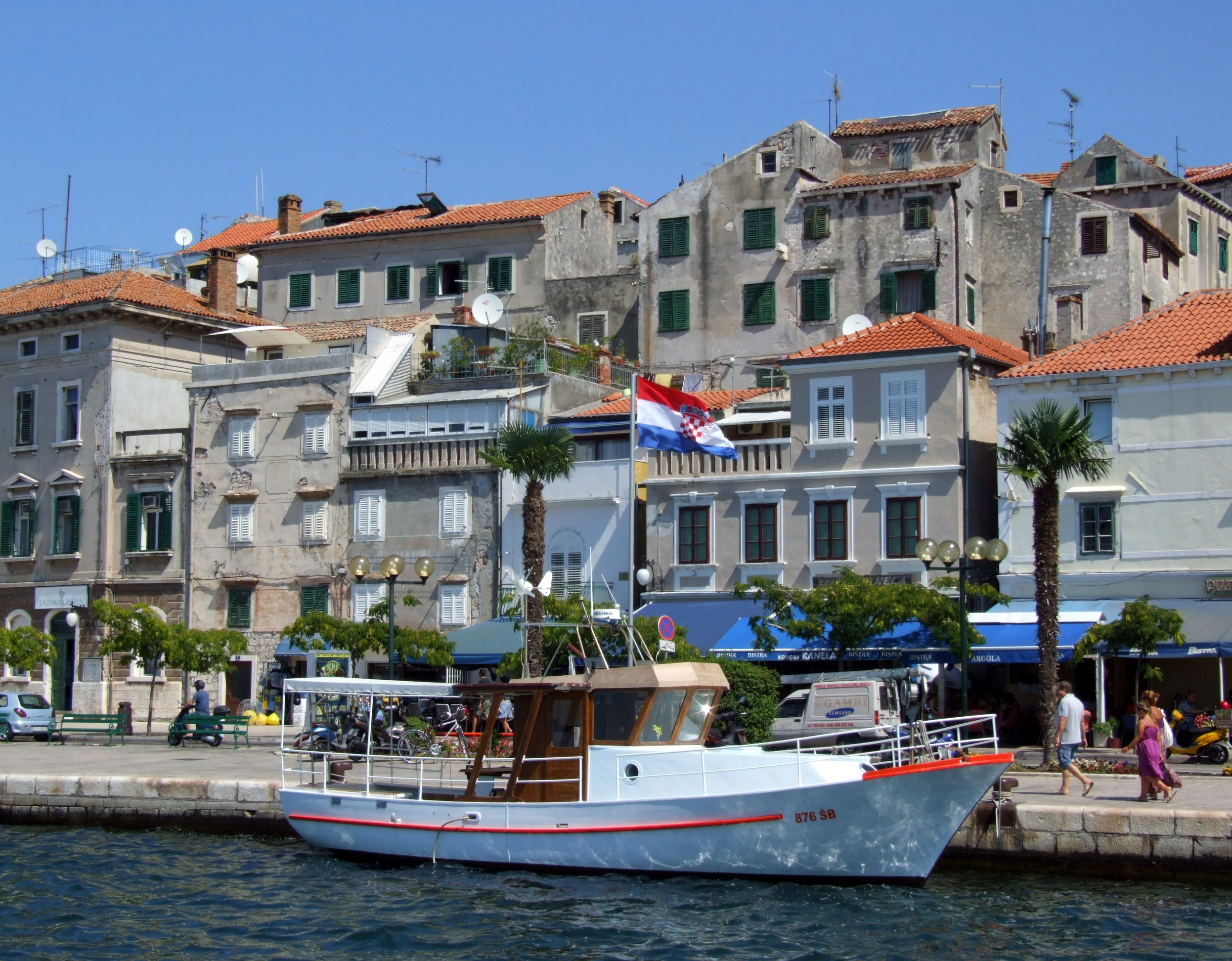
Šibeniks hamn strax norr om stadens centrala färjeläge år 2010.

Šibeniks järnvägsstation är belägen på adressen Fra Jerolima Milete 24 något mer än en kilometer sydöst om Sankt Jakobs katedral. Staden är via Dalmatienbanan i södergående riktning förbunden med Split. I norrgående riktning är staden förbunden med Knin och i förlängningen via Likabanan med huvudstaden Zagreb.  

#### Sjöfart
Šibeniks färjehamn är belägen på adressen Obala Hrvatske mornarice drygt 500–600 meter sydöst om Sankt Jakobs katedral och 300 meter nordväst om stadens centrala busstation. Från färjeläget utgår Jadrolinijas färjelinjer Šibenik–Zlarin–Kaprije–Žirje och Šibenik–Zlarin–Prvić Luka–Šepurine–Vodice. Trafiken är delvis säsongsbetonad med mer frekventa avgångar under sommarmånaderna.

#### Vägnät
Vid Šibenik finns anslutningsväg till motorvägen A1 som i nordlig riktning leder mot Zadar och huvudstaden Zagreb och i sydlig riktning mot Split och Dubrovnik. Motorvägen är betalväg. Adriamagistralen (den Adriatiska kustvägen) passerar genom staden. Liksom motorvägen förbinder den Šibenik med Zadar och Split. Via riksväg D33 är staden i nordöstligt riktning förbunden med Drniš och Knin.

## Demografi
Av stadens 46 332 invånare är 23 924 kvinnor och 22 408 män (2011).
Majoriteten av invånarna (43 838 personer eller 94,62 procent av befolkningen) är kroater. Den största etniska minoriteterna i Šibenik är serberna (1 434 personer eller 3,10 procent av befolkningen) medan ingen av de andra etniska minoriteterna till antalet utgör mer än 1 procent av befolkningen.  
En majoritet av Šibeniks invånare (40 840 personer eller 88,15 procent av befolkningen) bekänner sig till den romersk-katolska tron.
| Šibeniks befolkningsutveckling åren 1857–2011 Källa: Kroatiska statistiska centralbyrån |

### Utbildning och forskning
I Šibenik finns tio grundskolor, tio gymnasieskolor och en högskola.

## Kultur och samhälle

### Arkitektur, stadsbild och byggnadsverk (urval)

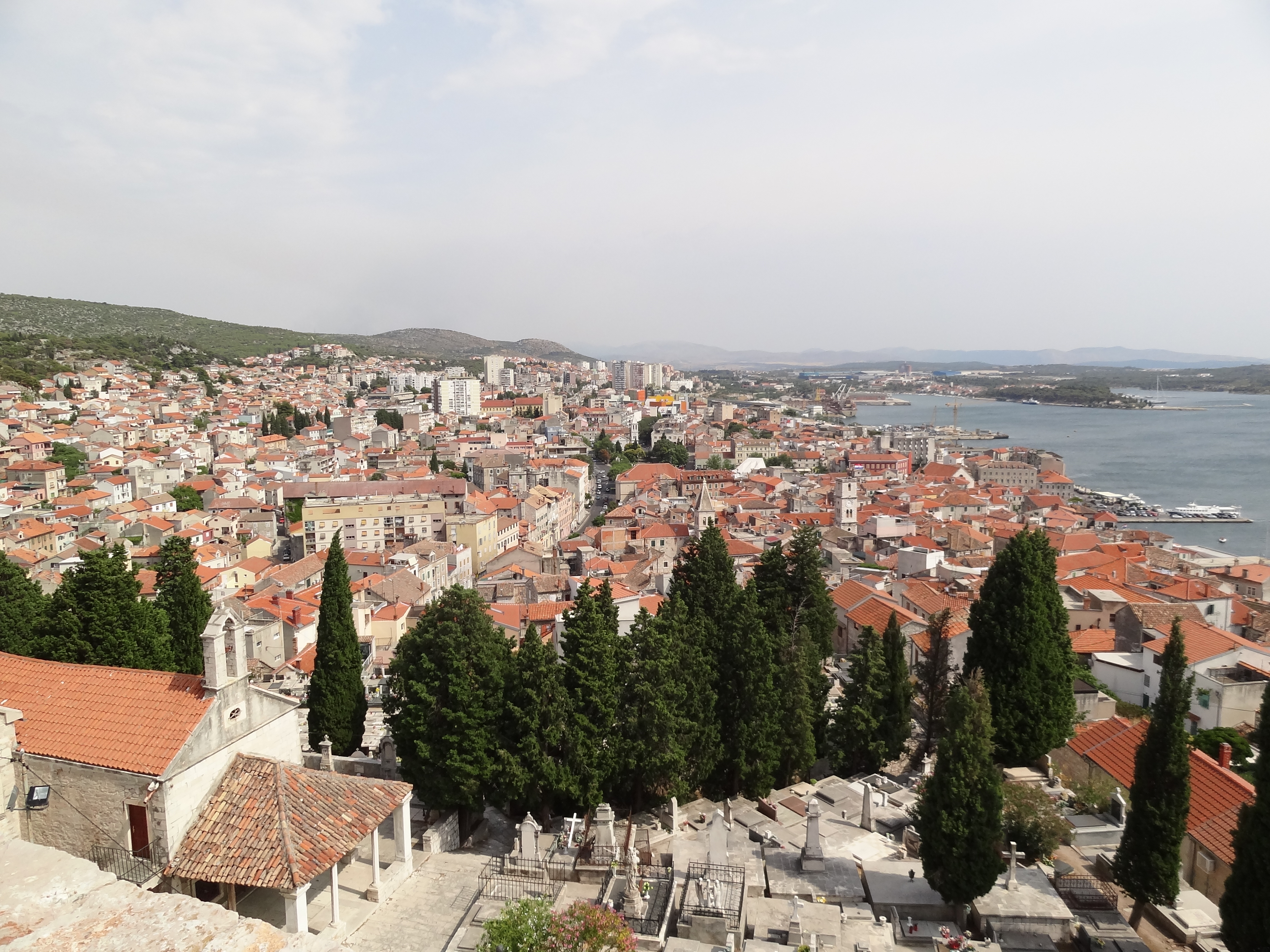
Panoramavy över Šibenik från Sankt Mikaels fästning år 2012.

Šibenik växte fram kring Sankt Johannes fästning under medeltiden och stoltserar idag med en mängd kulturmärkta profana och sakrala byggnader, däribland befästningar, kyrkobyggnader, palats och villor. Två av stadens byggnadsverk,  Sankt Jakobs katedral och Sankt Nikolaus fästning, finns upptagna på Unescos världsarvslista.   

#### Befästningsverk och fortifikationer
- Baronefästningen – fästning uppförd år 1646.[21] Idag en turistattraktion som erbjuder besökarna en digital historievandring genom Šibeniks historia med hjälp av AR-teknik.
- Sankt Johannes fästning – fästning uppförd år 1646.
- Sankt Mikaels fästning – stadens äldsta bevarade försvarsverk. Den nuvarande fästningens äldsta delar är från 1200-talet men dess historia är ännu äldre.[22]
- Sankt Nikolaus fästning – fästning uppförd åren 1540–1547. Är sedan år 2017 upptagen på Unescos världsarvslista.

#### Kyrkor och religiösa byggnader

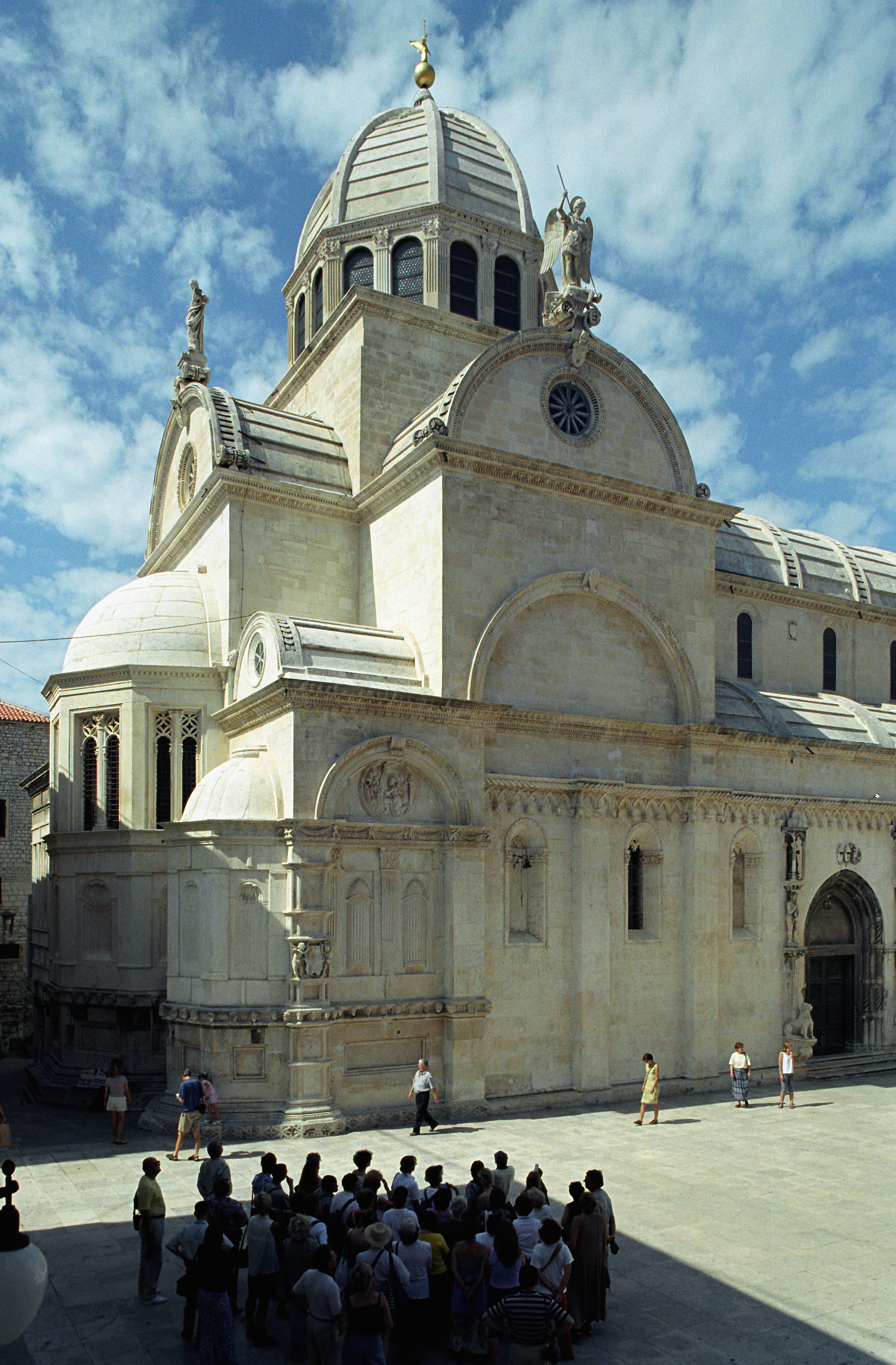
Sankt Jakobs katedral år 2007.

- Sankt Jakobs katedral – romersk-katolsk katedral uppförd åren 1431–1535. Upptagen på Unescos världsarvslista sedan år 2000.[23] Bär stildrag från gotiken och renässansen. Anses vara ett av de bästa arkitektoniska exemplen med stildrag från renässansen i Kroatien.
- Helige Andes kyrka – kyrka uppförd under 1600-talet med stildrag från gotiken, renässansen och barocken.
- Sankta Barbaras kyrka – kyrkobyggnad uppförd i gotisk stil under 1400-talets första hälft. Rymmer idag Sankta Barbaras kyrkomuseum med en omfattande samling religiös konst.
- Sankt Dominicus kyrka – kyrka uppförd i början av 1900-talet.[24]

#### Palats
- Biskopspalatset – ursprungligen uppförd i gotisk- och renässansstil under 1300–1500-talet och belägen vid Sankt Jakobs-katedralen södra vägg. Ombyggd under 1800-talet.[25]
- Furstepalatset – ursprungligen uppfört på 1200–1300-talet. Idag kvarstår två flyglar av vad som tidigare var den lokale furstens officiella residens. Sedan år 1925 rymmer byggnaden Šibeniks stadsmuseum.
- Stadshuset – ursprungligen uppförd på 1400-talet och belägen vid stadens huvudtorg. Förstört under de allierades bombningar under andra världskriget. Restaurerad och återställd år 1956.

### Kultur, nöjen och idrott

#### Evenemang
- Internationella barnfestivalen – organiseras årligen i juni och juli och är sedan år 1958 den i särklass största återkommande kulturfestivalen i Šibenik. Festivalen har en internationell karaktär och under festivaldagarna arrangeras olika evenemang runt om i staden speciellt men inte uteslutande riktade till en yngre publik. Bland annat upprättas en utomhusbiograf som visar barnfilmer och workshops (verkstäder) för bland annat skulptering, arkitektur, målning, film och video, grafisk design, informationsteknik, musik och dans.[26]

- Marknad i medeltida Šibenik – en årligen återkommande festival med inriktning på hantverk och gastronomiska specialiteter. Den organiseras kring mickelmäss i september.[26]

- Påskfrukost – ett årligen återkommande evenemang på annandag påsk där Šibeniks turistråd i samarbete med den lokala näringslivsorganisationen organiserar påskfrukost.[26]

#### Insignier och symboler

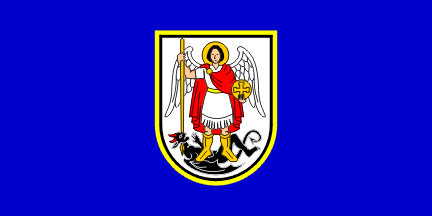
Šibeniks stadsflagga.

I formell mening representeras staden Šibenik av ett stadsvapen och stadsflagga. Den världsarvslistade Sankt Jakobs katedral avbildad i grafisk form utgör ibland, i synnerhet turistiska och kulturella sammanhang, en informell symbol. Šibeniks stadsvapen är ett heraldiskt vapen med gyllene ram. På vapnet finns stadens skyddshelgon Sankt Mikael avbildad. Stadsflaggan är enfärgat blå och har proportionerna 1:2. Centralt i flaggan finns stadsvapnet.  

#### Museer, gallerier och institutioner
I Šibenik finns tre museer: Šibeniks stadsmuseum, Sankta Barbaras kyrkomuseum och benediktinklostret Sankta Lucias samling. Därtill finns flera mindre utställningar och gallerier. 
Juraj Šižgorićs stadsbibliotek är stadens största offentliga bibliotek.

#### Sport och sportanläggningar
I Šibenik finns flera aktiva sportklubbar och organisationer samt fyrtiotalet faciliteter ämnade för sportutövning. Baldekin-sporthallen är stadens största sporthall. Därtill finns nio mindre idrottshallar, tre fotbollsplaner, inom- och utomhusbassänger och två tennisplaner.
- HNK Šibenik (fotbollsklubb)

## Šibenik i fiktion
Šibenik har bland annat använts som inspelningsplats för den prisbelönta amerikanska TV-serien Game of Thrones.

## Internationella relationer

### Vänorter
- Civitanova Marche, Italien (sedan 2002).
- San Benedetto del Tronto, Italien
- Kreis Herford, Tyskland
- Voiron, Frankrike
- Pineto, Italien (sedan 2016).
- Razlog, Bulgarien (sedan 2016).